# (19533) Garrison
(19533) Garrison (1999 GM35) – planetoida z pasa głównego asteroid okrążająca Słońce w ciągu 3,28 lat w średniej odległości 2,21 j.a. Odkryta 7 kwietnia 1999 roku.